# Olympische Sommerspiele 1948/Fußball – Achtelfinale
Spiele des Achtelfinals des olympischen Fußballturniers 1948.
Die Gewinner qualifizierten sich für das Viertelfinale.

## Dänemark – Ägypten 3:1 n.V. (1:1, 0:0)
| Dänemark                                             | Dänemark | Ägypten | Ägypten |
| ---------------------------------------------------- | --- | --- | ------- |
| Dänemark                                             | \| 31. Juli 1948 um 18:30 Uhr in London (Selhurst Park) \| \| Zuschauer: 12.000 \| \| Schiedsrichter: Stanley Boardman ( Großbritannien) \|                                                                                             | \| 31. Juli 1948 um 18:30 Uhr in London (Selhurst Park) \| \| Zuschauer: 12.000 \| \| Schiedsrichter: Stanley Boardman ( Großbritannien) \|                                                                                   | Ägypten |
| Dänemark                                             | Eigil Nielsen – Hans Viggo Jensen, Knud Børge Overgaard – Axel Pilmark, Dion Ørnvold, Tage Ivan Jensen – Johannes Pløger, Karl Aage Hansen, Knud Lundberg, John Hansen, Karl Aage Præst Cheftrainer: Robert Mountford ( Großbritannien) | Yehia Imam – Abdel Aziz El-Hammami, Fouad Sedki – Helmi El-Maati, Abu Habaga, Hanafy Bastan – El-Sayed El-Dhizui, Mohamed El-Guindi, Ahmed Mekkawi, Abdelkarim Sakr, Hussein Madkour Cheftrainer: Eric Keen ( Großbritannien) | Ägypten |
| Dänemark                                             | 1:0 K. Hansen (82.) 2:1 K. Hansen (95.) 3:1 Pløger (119., Elfmeter) | 1:1 El-Guindi (83.) | Ägypten |
| 31. Juli 1948 um 18:30 Uhr in London (Selhurst Park) | | |         |
| Zuschauer: 12.000                                    | | |         |
| Schiedsrichter: Stanley Boardman ( Großbritannien)   | | |         |

## Vereinigtes Königreich – Niederlande 4:3 n.V. (3:3, 1:1)
| Großbritannien                                       | Großbritannien | Niederlande | Niederlande |
| ---------------------------------------------------- | --- | --- | ----------- |
| Großbritannien                                       | \| 31. Juli 1948 um 18:30 Uhr in London (Highbury Park) \| \| Zuschauer: 21.000 \| \| Schiedsrichter: Valdemar Laursen ( Dänemark) \|                                                  | \| 31. Juli 1948 um 18:30 Uhr in London (Highbury Park) \| \| Zuschauer: 21.000 \| \| Schiedsrichter: Valdemar Laursen ( Dänemark) \|                                                                       | Niederlande |
| Großbritannien                                       | Ronnie Simpson – Jack Neale, Gwyn Manning – Douglas McBain, Eric Lee, Eric Fright – Thomas Hopper, Bob Hardisty, Harry McIlvenny, Denis Kelleher, Peter Kippax Cheftrainer: Matt Busby | Piet Kraak – Jeu van Bun, Henk Schijvenaar – Kees Krijgh, Rinus Terlouw, Arie de Vroet – Cock van der Tuijn, Kees Rijvers, Bram Appel, Faas Wilkes, Abe Lenstra Cheftrainer: Jesse Carver ( Großbritannien) | Niederlande |
| Großbritannien                                       | 1:1 McBain (22.) 2:1 Hardisty (58.) 3:2 Kelleher (77.) 4:3 McIlvenny (111.) | 0:1 Appel (9.) 2:2 Appel (63.) 3:3 Wilkes (81.) | Niederlande |
| 31. Juli 1948 um 18:30 Uhr in London (Highbury Park) | | |             |
| Zuschauer: 21.000                                    | | |             |
| Schiedsrichter: Valdemar Laursen ( Dänemark)         | | |             |

## Frankreich – Indien 2:1 (1:0)
| Frankreich                                       | Frankreich | Indien | Indien |
| ------------------------------------------------ | --- | --- | ------ |
| Frankreich                                       | \| 31. Juli 1948 um 18:30 Uhr in London (Lynn Road) \| \| Zuschauer: 17.000 \| \| Schiedsrichter: Gunnar Dahlner ( Schweden) \|                                        | \| 31. Juli 1948 um 18:30 Uhr in London (Lynn Road) \| \| Zuschauer: 17.000 \| \| Schiedsrichter: Gunnar Dahlner ( Schweden) \|                                                                                 | Indien |
| Frankreich                                       | Gaston Rouxel – Charles Rouelle, Bernard Bienvenu – Raymond Krug, Marcel Colau, Gaby Robert – Joseph Heckel, René Persillon, Jean Palluch, André Strappe, René Courbin | K. V. Varadaraj – Taj Mohammed, Sailen Manna – Sattar Basheer, Talimeren Ao, Mahabir Prasad – Rabi Das, Ramchandra Parab, Sahu Mewalal, Ahmed Muhammad Khan, Sarangapani Raman Cheftrainer: Balaidas Chatterjee | Indien |
| Frankreich                                       | 1:0 Courbin (30.) 2:1 Persillon (89.) | 1:1 Raman (70.) | Indien |
| 31. Juli 1948 um 18:30 Uhr in London (Lynn Road) | | |        |
| Zuschauer: 17.000                                | | |        |
| Schiedsrichter: Gunnar Dahlner ( Schweden)       | | |        |

## Jugoslawien – Luxemburg 6:1 (0:1)
| Jugoslawien                                           | Jugoslawien | Luxemburg | Luxemburg |
| ----------------------------------------------------- | --- | --- | --------- |
| Jugoslawien                                           | \| 31. Juli 1948 um 18:30 Uhr in London (Craven Cottage) \| \| Zuschauer: 7.000 \| \| Schiedsrichter: Karel van der Meer ( Niederlande) \|                                                                                             | \| 31. Juli 1948 um 18:30 Uhr in London (Craven Cottage) \| \| Zuschauer: 7.000 \| \| Schiedsrichter: Karel van der Meer ( Niederlande) \|                                                          | Luxemburg |
| Jugoslawien                                           | Franjo Šoštarić – Miroslav Brozović, Branko Stanković – Zlatko Čajkovski, Miodrag Jovanović, Aleksandar Atanacković – Prvoslav Mihajlović, Rajko Mitić, Franjo Wölfl, Stjepan Bobek, Željko Čajkovski Cheftrainer: Milorad Arsenijević | Bernard Michaux – Nicolas Pauly, Jean Feller – Remy Wagner, Victor Feller, Nicolas May – Jules Gales, Lucien Konter, Nicolas Kettel, Max Paulus, Fernand Schammel Cheftrainer: Jean-Pierre Hoscheid | Luxemburg |
| Jugoslawien                                           | 1:1 Stanković (57.) 2:1 Mihajlović (61.) 3:1 Željko Čajkovski (65.) 4:1 Željko Čajkovski (70.) 5:1 Mitić (74.) 6:1 Bobek (87.) | 0:1 Schammel (10.) | Luxemburg |
| 31. Juli 1948 um 18:30 Uhr in London (Craven Cottage) | | |           |
| Zuschauer: 7.000                                      | | |           |
| Schiedsrichter: Karel van der Meer ( Niederlande)     | | |           |

## Türkei – China 4:0 (1:0)
| Türkei                                                  | Türkei | China | China |
| ------------------------------------------------------- | --- | --- | ----- |
| Türkei                                                  | \| 2. August 1948 um 18:30 Uhr in London (Green Pond Road) \| \| Zuschauer: 3.000 \| \| Schiedsrichter: Johann Beck ( Österreich) \|                                                                 | \| 2. August 1948 um 18:30 Uhr in London (Green Pond Road) \| \| Zuschauer: 3.000 \| \| Schiedsrichter: Johann Beck ( Österreich) \|                                            | China |
| Türkei                                                  | Cihat Arman – Murat Alyüz, Vedii Tosuncuk – Selahattin Torkal, Bülent Eken, Hüseyin Saygun – Fikret Kırcan, Erol Keskin, Gündüz Kılıç, Lefter Küçükandonyadis, Şükrü Gülesin Cheftrainer: Ulvi Yenal | Zhang Banglun – Xie Jinhong, Yan Shixin – Zou Wenzhi, Song Lingsheng, Liu Songsheng – He Yingfen, Zhang Jinhai, Zhu Yonggiang, Hou Rongsheng, Li Dahui Cheftrainer: Li Wei Tong | China |
| Türkei                                                  | 1:0 Kılıç (18.) 2:0 Kılıç (61.) 3:0 Saygun (72.) 4:0 Küçükandonyadis (87.) | | China |
| 2. August 1948 um 18:30 Uhr in London (Green Pond Road) | | |       |
| Zuschauer: 3.000                                        | | |       |
| Schiedsrichter: Johann Beck ( Österreich)               | | |       |

## Schweden – Österreich 3:0 (2:0)
| Schweden                                                | Schweden | Österreich | Österreich |
| ------------------------------------------------------- | --- | --- | ---------- |
| Schweden                                                | \| 2. August 1948 um 18:30 Uhr in London (White Hart Lane) \| \| Zuschauer: 9.514 \| \| Schiedsrichter: William Ling ( Großbritannien) \|                                                           | \| 2. August 1948 um 18:30 Uhr in London (White Hart Lane) \| \| Zuschauer: 9.514 \| \| Schiedsrichter: William Ling ( Großbritannien) \|                                                                | Österreich |
| Schweden                                                | Torsten Lindberg – Knut Nordahl, Erik Nilsson – Birger Rosengren, Bertil Nordahl, Sune Andersson – Kjell Rosén, Gunnar Gren, Gunnar Nordahl, Henry Carlsson, Nils Liedholm Cheftrainer: Rudolf Kock | Franz Pelikan – Karl Kowanz, Ernst Happel – Leopold Mikolasch, Ernst Ocwirk, Siegfried Joksch – Ernst Melchior, Erich Habitzl, Josef Epp, Wilhelm Hahnemann, Alfred Körner Cheftrainer: Eduard Frühwirth | Österreich |
| Schweden                                                | 1:0 G. Nordahl (2.) 2:0 G. Nordahl (10.) 3:0 Rosén (71.) | | Österreich |
| Schweden                                                | Verwarnung: Rosengren | Verwarnung: Ocwirk Platzverweis: Kowanz (65.) | Österreich |
| 2. August 1948 um 18:30 Uhr in London (White Hart Lane) | | |            |
| Zuschauer: 9.514                                        | | |            |
| Schiedsrichter: William Ling ( Großbritannien)          | | |            |

## Mexiko – Südkorea 3:5 (1:2)
| Mexiko                                                | Mexiko | Südkorea | Südkorea |
| ----------------------------------------------------- | --- | --- | -------- |
| Mexiko                                                | \| 2. August 1948 um 18:30 Uhr in London (Champion Hill) \| \| Zuschauer: 6.500 \| \| Schiedsrichter: Leo Lemesić ( Jugoslawien) \| | \| 2. August 1948 um 18:30 Uhr in London (Champion Hill) \| \| Zuschauer: 6.500 \| \| Schiedsrichter: Leo Lemesić ( Jugoslawien) \|                                                                 | Südkorea |
| Mexiko                                                | Francisco Quintero – José Rodríguez Peralta, Jorge Rodríguez Navarro – Carlos Thompson, Fernando Figueroa, Alberto Cordoba – Eduardo Garduño, José Mercado Luna, Raúl Cárdenas, Mario Sánchez Huerta, Jorge Ruíz Cheftrainer: Abel Herrera | Hong Deok-young – Park Kyu-chung, Park Dae-jong – Choi Seong-gon, Kim Kyu-hwan, Min Byung-dae – Chung Kook-chin, U Jeong-hwan, Bae Jeong-ho, Chung Nam-sik, Kim Yong-sik Cheftrainer: Lee Young-min | Südkorea |
| Mexiko                                                | 1:1 Cárdenas (23.) 2:4 Figueroa (85.) 3:5 Ruiz (89.) | 0:1 Choi (13.) 1:2 Bae (30.) 1:3 Chung Kook-chin (63.) 1:4 Jeong Guk-jin (66.) 2:5 Jeong Nam-sik (87.)                                                                                              | Südkorea |
| 2. August 1948 um 18:30 Uhr in London (Champion Hill) | | |          |
| Zuschauer: 6.500                                      | | |          |
| Schiedsrichter: Leo Lemesić ( Jugoslawien)            | | |          |

## Italien – USA 9:0 (2:0)
| Italien                                              | Italien | USA | USA |
| ---------------------------------------------------- | --- | --- | --- |
| Italien                                              | \| 2. August 1948 um 18:30 Uhr in London (Griffin Park) \| \| Ergebnis: 9:0 (2:0) \| \| Zuschauer: 20.000 \| \| Schiedsrichter: Charles de la Salle ( Frankreich) \|                                               | \| 2. August 1948 um 18:30 Uhr in London (Griffin Park) \| \| Ergebnis: 9:0 (2:0) \| \| Zuschauer: 20.000 \| \| Schiedsrichter: Charles de la Salle ( Frankreich) \|                               | USA |
| Italien                                              | Giuseppe Casari – Guglielmo Giovannini, Adone Stellin – Cesare Presca, Maino Neri, Giacomo Mari – Emidio Cavigioli, Angelo Turconi, Francesco Pernigo, Valerio Cassani, Emilio Caprile Cheftrainer: Vittorio Pozzo | Archie Strimel – Joseph Rego-Costa, Manuel Martin – Charlie Colombo, Joe Ferreira, Walter Bahr – Raymond Beckman, John Souza, Bill Bertani, Benny McLaughlin, Ed Souza Cheftrainer: Walter Giesler | USA |
| Italien                                              | 1:0 Pernigo (2.) 2:0 Stellin (25., Elfmeter) 3:0 Turconi (46.) 4:0 Pernigo (57.) 5:0 Cavigioli (72.) 6:0 Cavigioli (87.) 7:0 Pernigo (88.) 8:0 Caprilo (89.) 9:0 Pernigo (90.)                                     | | USA |
| Italien                                              | Verwarnung: Giovannini | | USA |
| 2. August 1948 um 18:30 Uhr in London (Griffin Park) | | |     |
| Ergebnis: 9:0 (2:0)                                  | | |     |
| Zuschauer: 20.000                                    | | |     |
| Schiedsrichter: Charles de la Salle ( Frankreich)    | | |     |